# Fasci Nacional Romanès
El Fasci Nacional Romanès (en romanès: Fascia Națională Română) va ser un petit grup feixista que va estar actiu a Romania durant un curt període durant la dècada de 1920.
Dirigit per Titus Panaitescu Vifor, el grup va sorgir de l'efímer Partit Nacional Feixista l'any 1921 i, en el seu apogeu, comptava amb uns 1.500 membres. Es va definir com a nacionalsocialista, encara que en general va dur a terme una política de corporativisme, reforma agrària i suport a la creació de cooperatives agrícoles. Va ser crític amb el capitalisme i també va defensar l'antisemitisme. Les principals àrees d'influència del moviment van ser Moldàvia Occidental, Bucovina i Banat.
El partit es va fusionar amb el Moviment Cultural i Econòmic Nacional Italo-Romanès el 1923 per formar el Moviment Nacional Feixista, encara que es va mantenir un petit moviment de grup, amb poca importància. Tots dos grups compartien una estreta afinitat amb el feixisme italià que va facilitar la seva fusió.